# 不義遺址

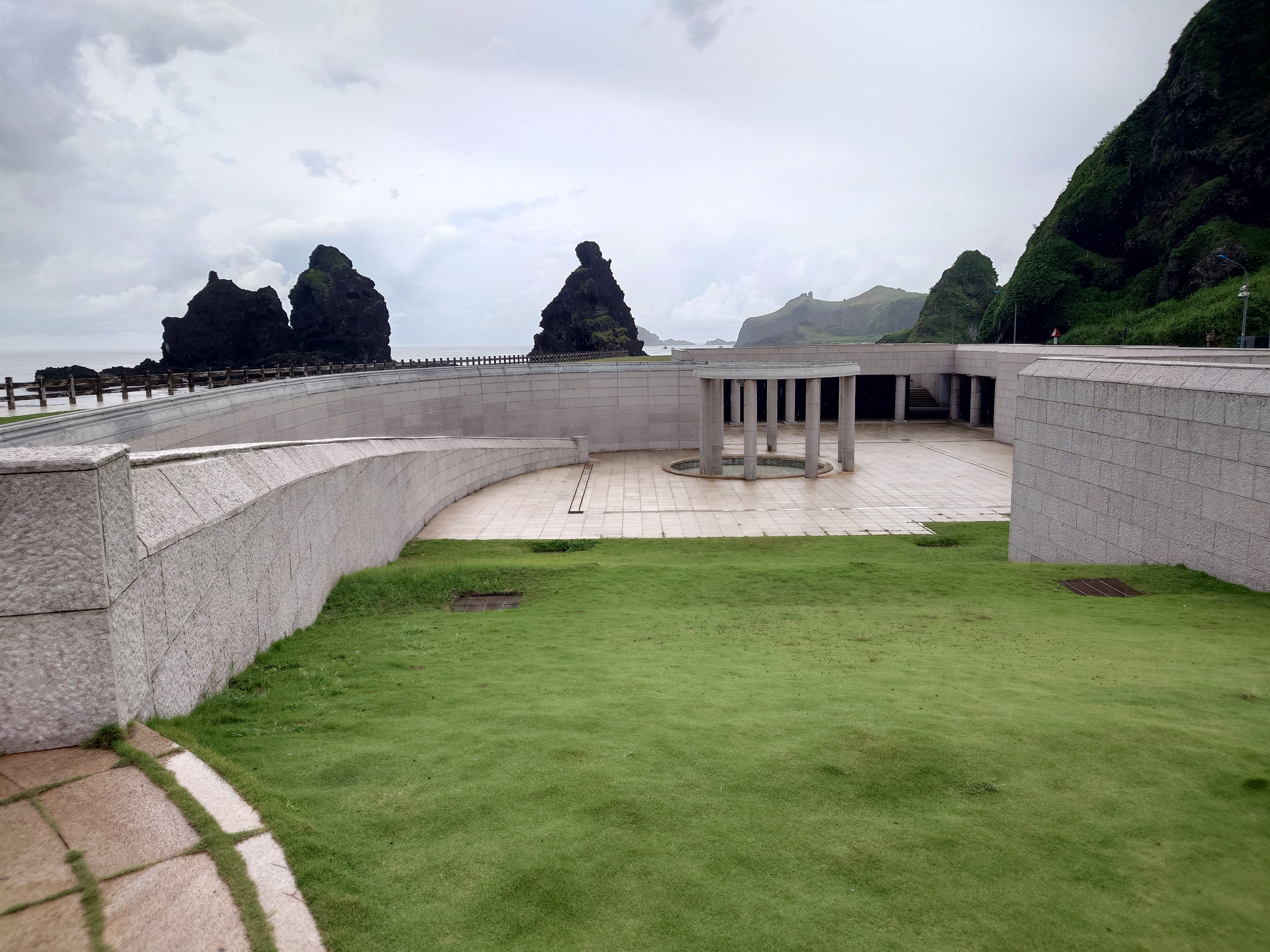
白色恐怖綠島紀念園區的人權紀念碑

不義遺址是指二二八事件期間和臺灣白色恐怖時期，威權和黨國體制之下中華民國政府侵害人权的發生地，如決策地點、軍警特務機構辦公室、政治犯被逮捕地點，以及後續刑訊、審判、行刑地點的空間場域，由促進轉型正義委員會及文化部下轄的國家人權博物館所審定。為實踐轉型正義，部分不義遺址現整建為展館，供民眾參觀以落實人權教育。

## 沿革
2015年3月，國家人權博物館籌備處委託的游觀創意策略有限公司總計調查53處史蹟點。2016年鄭麗君接任文化部部長後，指示不義遺址的概念成為文化部對於轉型正義的重要政策內容。因此從史蹟點調查研究中，抽取出45處地點，作為第一階段的不義遺址調查研究工作成果。
2017年12月27日，總統令公布《促進轉型正義條例》，第5條第2項規定：「威權統治時期，統治者大規模侵害人權事件之發生地，應予保存或重建，並規劃為歷史遺址。」不義遺址的概念因而成為文化部對於轉型正義的重要政策內容。

## 標準
審定不義遺址之標準，是以「以證據完整度高、發生地明確、既有遺址產權為公有者為原則。調查過程係參酌國家人權博物館相關委託研究案成果，綜整現地勘查紀錄、調閱機關檔案、參照政治案件補、賠償資料，及解讀歷史圖資，交叉比對口述歷史、學術研究，以釐清侵害人權事件事實，並指認發生地之範圍及現況；根據以上相關資料逐一編撰個案資料表，進行諮詢會議及辦理書面審查，隨後，提送促轉會委員會議審定通過後，依法辦理公告。

## 列表
目前，促進轉型正義委員會已經於2021年及2022年先後審定公告二二八事件不義遺址25處、白色恐怖不義遺址17處，共計42處。

### 二二八事件
| 名稱                               | 圖片 | 地點                                                                         | 建立日期                   | 描述 |
| ---------------------------------- | ---- | ---------------------------------------------------------------------------- | -------------------------- | --- |
| 天馬茶房                           |      | 臺北市大同區南京西路187號前                                                  | 1941年                     | 天馬茶房是一間由詹天馬在1941年創立於臺北市大稻埕太平町的咖啡屋，戰後，天馬茶房周遭為私煙販售集中地，曾發生圓環緝菸事件成為二二八事件導火線。原建物已於2005年底遭拆除，並改建為大樓。 |
| 原臺灣省行政長官公署暨廣場         |      | 臺北市中正區忠孝東路一段1號                                                  | 1941年                     | 臺灣省行政長官公署是臺灣交由中華民國治理初期的最高行政機關，建物原為日治時期建成的臺北市役所，二二八事件期間，各地民眾群起反抗政府。有鑑於多數臺灣住民對以陳儀為首的行政長官公署強烈不滿，在2月28日下午1時舉辦示威向長官公署前進，公署衛士認為群眾欲衝進長官公署，於樓上架設機槍向下掃射造成民眾傷亡。國民政府在二二八事件平息後廢除此機關，改組為臺灣省政府，原建築物現作為行政院使用。                   |
| 原臺北郵局前                       |      | 臺北市中正區忠孝西路一段120號                                                | 1930年6月17日              | 2月28日下午3時，由於警備總司令部宣布戒嚴，軍警巡邏臺北市區時與民眾衝突不斷。其後在臺北郵局前聚集的群眾曾再度與軍警發生衝突，軍警開槍掃射，造成民眾傷亡。 |
| 臺北橋                             |      | 臺北市大同區至新北市三重區之間                                               | 1924年（事發時第二代橋樑） | 二二八事件期間，臺北橋曾發生多數民眾遭軍方攻擊而死傷事件，目前橋墩和橋面已改建。 |
| 南港橋                             |      | 臺北市南港區南港路一段與新北市汐止區大同路一段                               | 日治時期                   | 二二八事件期間，南港橋曾發生多數民眾遭軍方攻擊而死傷事件，1947年3月15日於橋下田裡發現八具屍體，研判為路旁槍決後棄屍，事後，該橋被當地人士稱為「八仙橋」，目前橋墩遺構仍存。 |
| 原臺灣省警備總司令部大直勞動訓導營 |      | 臺北市中山區                                                                 | 1946年                     | 大直勞動訓導營為國民政府於體制內設置的強制勞動、強制思想改造之場所。該設施成立於1946年4月，二二八事件期間，該設施曾關押大量二二八事件參與者。原建物已拆除改建，原址今為國防部海軍司令部中正堂。 |
| 野柳漁港                           |      | 新北市萬里區                                                                 | 1917年                     | 該漁港為日治時期，在地居民利用野柳半島西側之天然灣澳建成的防波堤及漁港，提供居民進行捕撈產業使用，二二八事件期間，該地區為基隆要塞司令部管轄範圍，軍隊曾駐屯金山砲台，後在5月17日曾發生軍方於野柳碼頭槍決民眾之情事。 |
| 原基隆要塞司令部                   |      | 基隆市中正區祥豐街46號                                                       | 1928年                     | 二二八事件期間，由於基隆市警察局第一分局遭群眾襲擊，基隆要塞司令部與憲警單位開槍鎮壓，加以驅散，並展開搜捕行動，3月1日，要塞司令部宣布基隆市臨時戒嚴，至3月2日下午6時陳儀乃指示解除戒嚴，但要塞司令部仍負責基隆地區之治安，並在3月8日配合國軍登陸進行肅清，在基隆街頭實施密集射擊，後主力向臺北推進。 |
| 基隆港                             |      | 基隆市仁愛區、中正區、中山區                                                 | 1913年                     | 基隆港是北臺灣首要的海運樞紐，被視為當時臺北的聯外港口，3月4日上午9時，歸因二二八事件因素，16個人民團體組織「二二八事件處理委員會基隆分會，9日，國軍整編第廿一師四三八團開進基隆港，在基隆要塞部隊支援下，向岸上群眾掃射造成慘重傷亡，隨後也展開「綏靖」行動。共有可確認身份者25人及其他民眾手腳曾遭以鐵線穿過、綑綁，於港邊槍決後棄屍於基隆港。                                                           |
| 八堵車站                           |      | 基隆市暖暖區八南里八堵路142號                                                | 1899年                     | 八堵車站位於今基隆市暖暖區，鄰近基隆河，該車站屬於臺灣鐵路管理局縱貫線、宜蘭線的分歧站，二二八事件後，3月11日，澳底砲臺臺長史國華曾率領30多名士兵前往八堵車站，並在抵達後將其包圍，當場擊斃站員等5人。隨後點名3月1日當日值班的站長及相關員工並押走，被押走人士至今下落不明，被認為已遭殺害於獅球嶺，該事件被稱為八堵車站事件。                                                                             |
| 南榮派出所                         |      | 基隆市仁愛區南榮路225號前                                                    | 日治時期                   | 南榮派出所位於今基隆市仁愛區，戰後建物曾沿用日治時期警官派出所，3月9日，國軍整編第廿一師四三八團開進基隆港，要塞司令部遂重新佈署展開綏靖行動。其中共有四名基隆市民被冠以「暴徒」名義，於南榮派出所前槍決，建築現已改建。 |
| 旭橋                               |      | 新竹市東區中央路與府後街交會處                                               | 日治時期                   | 旭橋橫跨原竹塹城護城河東門段，為日治時期創建的橋樑，曾作為新竹市官署群與東北側官舍群之間的必經通道。3月2日上午，新竹民眾曾於新竹城隍廟聚集抗爭，市區發生多起衝突，軍警搭乘架設機槍的卡車出巡，下午三點，軍警巡至旭橋一帶時與該地區的民眾發生衝突，遂開槍掃射居民，共計有10人當場死亡及多數居民重傷。 |
| 臺中原干城營區                     |      | 臺中市干城里南京路以北、南京三街以東、進德路以西、自由一街以南之區域         | 1899年                     | 干城營區範圍為今臺中車站東北方400公尺處街廓，日治時期原為陸軍營區，設有陸軍分屯大隊、憲兵隊、臺北衛戍病院臺中分院，戰後由國民政府陸軍使用。二二八事件期間，營區內曾拘禁政治異議者。3月4日，臺中民兵曾在此成立民主保衛隊，6日進駐干城營區改名為「二七部隊」，12日將部隊移往南投埔里，改稱「臺灣民主聯軍」。干城營區後由時任師長劉雨卿率陸軍整編第廿一師進駐，兼為臺灣省中部綏靖區司令部，營區建築現已不存。 |
| 雲林虎尾原馬場                     |      | 雲林縣虎尾鎮公有圓環收費停車場                                               | 1916年                     | 虎尾馬場位於今虎尾圓環西南側，屬該城鎮最重要交通樞紐，日治時期曾為虎尾郡役所愛馬會所在地。二二八事件期間，該區域曾發生民眾遭到逮捕，在3月23日經遊街示眾後，於馬場遭到軍方公開處決事件。 |
| 水上機場                           |      | 嘉義縣水上鄉三和村榮典路1號                                                  | 1936年12月                 | 水上機場興建於台灣日治時期，由日本陸軍所使用，時稱嘉義飛行場。此機場始自於1936年12月設立的「飛行第十四聯隊」，與位於屏東飛行場的「飛行第八聯隊」同屬第三飛行團司令部，戰後由軍方接收。二二八事件期間，嘉義民兵曾波及當地及其鄰近村落，大量嘉義市民也曾參與此一活動。該設施群現為嘉義航空站與嘉義空軍基地使用。                                                                                             |
| 嘉義市警察局                       |      | 嘉義市東區中山路195號                                                        | 1937年                     | 嘉義市警察局原為嘉義警察署，該設施於戰後警察機關使用，二二八事件期間，在嘉義市成立的二二八事件處理委員會代表們曾與軍方展開協商，卻被逮捕關押。其中將在嘉義車站前槍決者，前一日則送至嘉義市警察局的南側獨棟押房關押拘留，該設施目前已經拆除、重建。 |
| 嘉義車站                           |      | 嘉義市西區中山路528號                                                        | 1933年                     | 嘉義車站位於今嘉義市中山路，是嘉義市最重要的交通建築，3月18日至3月25期間，該車站前廣場曾進行未經公開審判，僅奉「臺灣省警備總司令部」命令進行槍決。包括陳澄波、潘木枝、柯麟、盧鈵欽等4名市參議員在廣場公開槍決之事件。 |
| 民生綠園                           |      | 臺南市中西區公園路、中山路、青年路、開山路、南門路、湯德章大道、民生路交會處 | 1911年                     | 原民生綠園原為日治時期規劃設置的大正公園，公園立有兒玉源太郎石像而聞名，二二八事件期間，該設施群成為公開槍決地點，其中律師湯德章曾因出面維持城內秩序，反遭軍隊以叛亂罪名於此處槍決。但隨後臺灣高等法院臺南分院宣判湯德章無罪，該公園現已改稱為「湯德章紀念公園」作為紀念，今日公園設有湯德章塑像。 |
| 新營圓環                           |      | 臺南市新營區圓環，為中山路、中正路、中興路、博愛街交會處                     | 日治時期                   | 該圓環位於今新營區中山路、中正路、中興路與博愛街等四條道路交會處，屬該城鎮最重要交通樞紐，二二八事件期間，該圓環成為公開槍決地點，包括曾參與東石區二二八事件處理委員會的黃媽典遭指稱其糾眾叛亂、東石區警察以「劫掠警察所武器、參與暴動」等理由逮捕，4月22日對其進行公開槍決之事件。 |
| 原高雄要塞司令部                   |      | 高雄市鼓山區壽山段142-4、142-12地號                                          | 1937年                     | 該司令部原為1937年成立之高雄要塞，日治末期其管轄範圍涵蓋臺中、彰化、雲林、嘉義、臺南、屏東等地。戰後，該設施群由軍方接收設立高雄要塞司令部，並在二二八事件期間成為發動鎮壓、處決民眾之地點，原談判室建築至今仍保存。 |
| 原高雄市政府                       |      | 高雄市鹽埕區中正四路272號                                                    | 1939年                     | 該建築原為高雄市役所所在地，中華民國接收臺灣後，該建築續由高雄市政府接收使用。二二八事件期間，以高雄市參議員為主的二二八事件處理委員會高雄市分會亦設於市府，此建築在事件期間曾發生多起軍人開槍致市民死傷事件，至今建築物外牆仍殘留彈痕遺跡，除作為高雄市立歷史博物館使用外，二樓則設有二二八事件常設展。                                                                                                   |
| 原高雄車站                         |      | 高雄市三民區建國二路320號                                                    | 1941年                     | 高雄車站為1941年的第三代站體，連接鐵路縱貫線南段與屏東線，為高雄市最重要的交通樞紐。二二八事件期間，高雄車站成為軍警攻擊群眾之地，3月6日下午至7日，彭孟緝曾下令要塞守備大隊三百餘人兵分三路下山鎮壓，前往高雄車站一帶進行掃射，導致民眾傷亡慘重。該車站當前則作為地下化站體主要往南的地面出入口持續使用。                                                                                                  |
| 屏東市圓環                         |      | 屏東市林森路、上海路、忠孝路                                                 | 日治時期                   | 該圓環位於屏東縣長官邸旁，屬於昔日屏東市重要公共交通樞紐。3月8日，南部防衛司令部整編第二十一師何軍章團第3營營長劉和嘯部隊進入屏東市實施戒嚴與逮捕行動，並於9日將莊迎逮捕，11日押送遊街後，於圓環進行公開處決之事件。 |
| 屏東市三角公園                     |      | 屏東市民生路、復興路、逢甲路、中華路、永福路交會之圓環                       | 日治時期                   | 該公園屬於昔日屏東市重要公共交通樞紐。3月8日，南部防衛司令部整編第二十一師何軍章團第3營營長劉和嘯部隊進入屏東市實施戒嚴及逮捕行動，9日，保密局特務報稱葉秋木為屏東暴徒首謀並將其逮捕。12日上午葉秋木遭押送遊街，公開處決於三角公園。 |
| 花蓮鳳林公墓                       |      | 花蓮縣鳳林鎮鳳信里中正路1段旁                                                | 日治時期                   | 該公墓位於今花蓮縣鳳林鎮南方郊區，為既有墓葬區。二二八事件期間，該地區亦被稱為番社。4月4日晚間，軍方曾於花蓮仁壽醫院不當逮捕張宗仁、張果仁兄弟，後至張宅逮捕時任花蓮縣議長暨花蓮縣縣長候選人張七郎及其兒子張依仁。同日晚間11時，將張家父子3人槍決於鳳林公墓而掩埋於兩坑中。 |

### 白色恐怖
| 名稱                                     | 圖片 | 地點                                                                                                 | 建立日期     | 描述 |
| ---------------------------------------- | ---- | --- | ------------ | --- |
| 原司法行政部調查局安康接待室             |      | 新北市新店區雙城路12號                                                                               | 1974年1月8日 | 該設施建造於1973年，並於1974年啟用，與東本願寺、三張犂招待所同為警備總部的三處刑訊看守所，用來偵訊所謂「危害國家安全」的政治犯；1987年臺灣省戒嚴令解除後，調查局將其改作倉庫之用，2022年1月，促進轉型正義委員會將安康接待室審定為不義遺址。 |
| 原臺灣警備總司令部軍法處軍事法庭與看守所 |      | 新北市新店區復興路131號                                                                              | 1957年       | 該建築群曾作為原為臺灣警備總司令部軍法處與國防部軍法局所在地，作為白色恐怖時期羈押和審判政治犯的場所，過去常被稱為警總景美看守所、二十張看守所或景美復興山莊，在民主化之後被保留下來並改建為展覽空間，現轉型作為白色恐怖景美紀念園區開放參觀，隸屬於國家人權博物館。 |
| 原國防部臺灣軍人監獄                     |      | 新北市新店區莒光路42號                                                                               | 1952年       | 該建築群在國防部泰源感訓監獄成立之前為全臺唯一的軍事監獄，並關押軍事已決犯及依軍法受審判之政治犯，部分空間由臺灣省保安司令部（下稱保安司令部）軍法處看守所設置之安坑分所使用，信監內部仍大致維持軍監時期原貌。2006年，法務部矯正署進駐此處設置新店戒治所使用迄今。 |
| 原臺灣警備總司令部保安處看守所           |      | 臺北市中正區博愛路172號                                                                              | 1968年       | 該建築此處位於警總博愛路營區內新建之保安大樓，為一棟三層樓L形辦公營房，偵訊室設於一樓，地下室則有待訊室、優待室等拘禁空間。原址現為國防部後備指揮部忠愛營區，建築已不存。 |
| 原國防部保密局臺北看守所                 |      | 臺北市中正區博愛路172號                                                                              | 1948年       | 臺北看守所於1948-1968年間使用，並負責羈押未決犯作為拘禁、訊問之用。該建築為沿用日治時期建物，坐落於原臺灣省保安司令部本部（後為臺灣警備總司令部）所在營區內，並設有監房、法庭、偵詢室、辦公室、官兵寢室、廚房、飯廳、會客室等空間後，原建物現已拆除，原址位於今國防部後備指揮部忠愛營區內。 |
| 原空軍總司令部軍法處軍事法庭與看守所     |      | 臺北市大安區建國南路一段177號                                                                        | 1960年       | 軍事法庭與看守所及為設置在原空軍總司令部的設施，其所在營區前身為日治時期的臺灣總督府工業研究所，1960年，由於軍人監獄容量有限，部分已決犯由原審判機關代監執行，故此處亦負有執行已決「叛亂犯」徒刑之任務。現今營區留存之建築包括舊大樓、新大樓和1975年後曾用作軍事法庭的「文電中心」，2018年，文化部在此營區成立「臺灣當代文化實驗場」及「社會創新實驗中心」進行再利用規劃。                                  |
| 原司法行政部調查局誠舍／原臺灣臺北監獄   |      | 臺北市大安區大安區愛國東路216號                                                                      | 1969年       | 該區域為多機關共用空間，包含臺灣臺北監獄，及原司法行政部調查局於此範圍內設置之拘禁、訊問空間「誠舍」，誠舍被推估於1969年至1975年間使用，該設施曾在1970年代作為成功大學共產黨事件、大同主義青年革命軍事件等政治案件之偵辦地點之一。 |
| 原馬場町刑場                             |      | 臺北市萬華區水源路及青年路口                                                                         | 1950年代初期 | 馬場町於1940年代曾設有軍事訓練用處之「台北練兵場」，戰後初期，馬場町的河堤邊曾是戒嚴時期用來槍決白色恐怖時代犧牲之政治犯的著名刑場，由憲兵第四團負責執行，1998年，時任台北市長陳水扁決定在馬場町、六張犁設立「白色恐怖紀念公園」，以紀念白色恐怖時代犧牲之政治犯。 |
| 原臺灣省警務處刑事警察總隊拘留所         |      | 臺北市大同區寧夏路87號                                                                               | 1949年       | 1949年5月，警務處將轄下刑事室及刑事警察大隊整併為刑事警察總隊，掌理全省刑事警察事務。並在1950棉袋前後重大政治案件的偵辦，如臺灣省工作委員會、臺灣民主自治同盟等等，位於台北北警察署的設施為當時刑事警察總隊設置的拘留所，並在1949-1984年間使用，作為關押白色恐怖政治犯的監獄使用。 |
| 原極樂公墓                               |      | 臺北市信義區六張犁崇德街山區                                                                         | 1940年代後期 | 極樂公墓為1940年代末期至1960年代，政治案件當事人受槍決後埋葬屍骨之場所使用，據相關檔案及現場勘查，葬於此處的政治犯至少有287人，至今仍無法完整釐清埋葬者確切名單。當前該墓地中有約兩百餘座墓塚，其中有些立有刻有死者姓名之小型石碑，但亦有許多無可辨認，該地區當前設有「戒嚴時期政治受難者紀念公園」。 |
| 原臺灣省生產教育實驗所                   |      | 新北市土城區仁愛路23號                                                                               | 1954年       | 此處為臺灣省保安司令部於原臺北縣土城鄉清水坑覓地興建之營區，由臺灣省保安司令部直接指揮督導感訓政治犯工作之機關；該設施主對政治異議者進行思想檢查，並透過生產教育進行勞動改造，而徒刑執行期滿者尚需經考核通過方可出獄，在解嚴前，生教所至少曾對2,260人實施過感化教育。 |
| 原國防部情報局龍潭看守所                 |      | 桃園市龍潭區中興路670之1號                                                                           | 1969年       | 1957年，情報局即規劃合併臺北看守所和桃園感訓所，並在1968年以第七處處長私人名義收購「長虹中隊」駐地附近龍潭黃泥塘段6筆土地，建立看守所，該營區內設有辦公室、警備隊宿舍、監房、法庭、管訓人員宿舍、課堂、中山室、醫務所、會客室和監犯工作廠房等，拘禁涉及「叛亂」、「匪諜」案件之軍政人士，該建築群後於2000年代拆除。原址現為國軍桃園總醫院「陶然園日間照顧中心」使用。                                       |
| 原海軍總司令部情報處拘留所               |      | 高雄市鳳山區勝利路                                                                                   | 1949年       | 此處原為1917年創設之原日本海軍鳳山無線電信所；戰後，海軍總司令部於此設置拘留所，低階軍犯監禁於電信室，軍官以上等級則拘禁於磚造辦公廳舍內的訊問間與押房。1962年，海軍訓導中心於此成立，1976年改為海軍明德訓練班，由中華民國海軍陸戰隊司令部派員編組擔任輔訓任務，該訓練班於2001年裁撤後。建築群目前由高雄市政府代管，並委託高雄市高縣眷村文化發展協會管理維護。                                              |
| 原臺灣省保安司令部職業訓導第三總隊       |      | 屏東縣琉球鄉中山路5-10號周邊區域                                                                     | 1955年       | 職三總隊曾於1955-1974駐紮於小琉球營區，並收容「重大流氓」、無法覓保、延長管訓之叛亂犯；曾關押部分政治案件人，該設施曾作為政治犯延長管訓之場所，並施以強制勞動及思想教育。其主要建築現在位於八七高地附近山崗上，租用土地於解嚴後即陸續發還原地主，尚有部分遺構仍留存。 |
| 原臺灣省保安司令部新生訓導處             |      | 臺東縣綠島鄉公館村將軍岩20號（白色恐怖綠島紀念園區） 臺東縣綠島鄉公館東段2地號（第十三中隊、燕子洞） | 1951年       | 新生訓導處前身為「新生總隊」。1951年4月17日，當局鑒於綠島地處僻遠而適合感訓教育，將新生訓導處遷往綠島東北部流麻溝下游、原日治時期火燒島浮浪者收容所舊址。同年5月17日正式將關押於內湖新生總隊及青島東路3號軍法處看守所的叛亂犯及感化犯近1千人移監綠島。關押人最多時達2,000人，1970年，新生訓導處改編為臺灣警備總司令部綠島地區警備指揮部，建築數度改移轉使用，此處目前為國家人權博物館白色恐怖綠島紀念園區。 |
| 原國防部泰源感訓監獄                     |      | 臺東縣東河鄉北源村32號                                                                               | 1962年       | 該設施為國防部於泰源設置之軍事監獄，關押政治犯期間約為1962-1972年。該處在泰源事件發生前，以對受刑人進行感訓及外役工作為主；事件發生後，獄方大幅加強監管及戒護措施，並執行「叛亂犯」感化任務。1988年，該設施一併由法務部接管並設置「臺灣泰源監獄」，其後改制為「法務部矯正署泰源技能訓練所」，現僅留存少數原建物遺構。                                                                                       |
| 原國防部綠島感訓監獄                     |      | 臺東縣綠島鄉公館村將軍岩20號                                                                         | 1972年       | 該設施為國防部因應泰源事件後於綠島新生訓導處舊址西側新建之軍事監獄，總面積約2公頃，為典型高牆封閉式監獄建築，建築群包括牢房、會客室、獨居房、醫務所、憲兵連、禮堂等，被稱為稱「綠洲山莊」，在啟用後曾將泰源監獄和各地軍事監獄的政治犯集中送到綠島監禁，轉型為重刑犯和幫派份子的收容所，1999年3月29日，行政院核定將綠洲山莊規劃成立史蹟館或紀念館，現該設施則作為白色恐怖綠島紀念園區開放參觀。              |

## 外部連結
- 國家人權博物館不義遺址資料庫 （页面存档备份，存于）
- 國家人權博物館 （页面存档备份，存于）
- 【台灣監獄島-白色恐怖時期不義遺址巡迴展】
- 識別不義—不義遺址視覺標誌與紀念物示範設計徵選 （页面存档备份，存于）
- 行政院推動轉型正義會報-不義遺址審定公告及個案資料表 （页面存档备份，存于）